# Paul Allender
Paul Allender (* 17. listopadu 1970, Colchester) je britský kytarista, známý především svým působením v extrememetalové skupině Cradle of Filth.

## Životopis
Paul Allender se narodil 17. listopadu 1970 v Colchesteru. V 6 letech jej otec přivedl k bojovým uměním, která ovlivnila celý jeho život. Svoji první kytaru získal ve čtrnácti letech, do devatenácti let na ni však hrál pouze v určitých obdobích, neboť na prvním místě pro něj byl trénink bojových umění. V roce 1992 se jako kytarista připojil ke skupině Cradle of Filth a působil zde do roku 1996, kdy kapelu opustil, aby měl více času na svého syna. V roce 2000 se vrátil, když jej oslovil zpěvák skupiny Dani Filth. V dubnu 2014 Paul znovu kapelu opustil, aby se mohl věnovat jiným projektům.